# Ridderstam
Ridderstam är svensk adelsätt. Den äldre grenen av ätten har gemensamt ursprung med den adopterade grenen av ätten Cederbaum.

## Historik
Ättens stamfader är Peter Reincke, han inkom vid mitten av 1600-talet från Harburg i Lüneburg till Stockholm, där han blev snickare. Han giftes 1653 i Stockholm med Ursula Möller (död 1695).
Hans sonsons son, som även han hette Peter (1756-1785), adopterades av sin svärfar och adlades till Cederbaum.
Peter Reincke den äldres son Ludvig, vars son Peter (1691-1768), blev ryttmästare 1741 och adlades 1751 till Ridderstam (introd. 1752 under nr 1923). Han blev riddare av Serafimerorden 1751-12-04.
Ätten utslocknad på svärdssidan 12 april 1858 och på spinnsidan 2 december 1899.